# Megastylus princeps
Megastylus princeps là một loài tò vò trong họ Ichneumonidae.